# 48 сати и један минут
48 сати и један минут (енгл. 48 Hours and 1 Minute) је америчко-српски филм из 2024. године у режији Соње Алексе и Мајкла Тајера и сценарију Соње Алексе.
Филм је премијерно приказан 21. марта 2024. године. 
Последњу улогу одиграо је Марко Живић.

## Радња
Двадесет година након рата, емигрант Александра (Алекс) се враћа у Србију са супругом Стивеном и петогодишњом ћерком Леном, са намером да изложи ћерку српској култури. Породична идила је убрзо нарушена отмицом Лене, али Александра наилази на проблеме са полицијом, где јој кажу да се деца обично сама појаве до јутра, тако да полиција чека 48 сати пре него што покрене истрагу. Бесна Александра креће сама у потрагу, на њој непознатим улицама Београда, уплашена и дезоријентисана. Несналажење у окружењу и недостак знања српског утиче на Александру да почне да губи наду, али исечци из новина и дечји цртеж који се мистериозно појаве испред њене куће јој дају нову наду и постају фокус њене истраге.
У међувремену, супруг оспорава њене сумње у најближе пријатеље, за које Александра мисли да су одговорни за Ленин нестанак. Саветује је да пије лекове које је већ раније добила када је била у хаотичном стању након очеве смрти. Александрино разочарење се продубљава када је посете полицајци и докторка Јелена, која саветује да пацијенти са клиничком депресијом треба хоспитализовати и лечити у раним фазама болести. Посетиоци одбијају њен захтев да погледају видео снимак који је Александра пронашла код пријатељице, и на коме се може видети Лена како зове у помоћ. Александра је принудно смештена у психијатријску болницу и натерана на режим лекова који утичу на њену меморију, чинећи да заборави све информације о потенцијалним отмичарима.
Иако суочена са наизглед непремостивим препрекама, Александра не одустаје од веровања у проналазак Лене, али се поставља питање да ли ће њена траума утицати на измене закона чекања од 48 сати и смањити број киднаповања у Београду.

## Улоге
| Глумац            | Улога              |
| ----------------- | ------------------ |
| Соња Алекса       | Александра         |
| Мајкл Тијер       | Стивен             |
| Клара Хрвановић   | Лена               |
| Радивоје Буквић   | Вукашин Балшић     |
| Вања Ејдус        | Анита Балшић       |
| Наташа Нинковић   | Марта Тасић        |
| Бранка Пујић      | др. Јелена Танасић |
| Марина Ћосић      | Наталија Станчић   |
| Горан Јевтић      |                    |
| Марко Живић       | Лазар Недељковић   |
| Вања Милачић      | Тамара             |
| Добрила Стојнић   | бака               |
| Синиша Максимовић | Коста Алексић      |
| Богдан Богдановић | Иван               |
| Марија Стокић     | Невена             |
| Исидора Рајковић  | Татјана            |
| Арија Саха        | психијатар         |
| Алек Родић        | Слободан           |
| Андреј Шушањ      | млађи Ненад        |